# Pilea alongensis
Pilea alongensis är en nässelväxtart som beskrevs av François Gagnepain. Pilea alongensis ingår i släktet pileor, och familjen nässelväxter. Inga underarter finns listade i Catalogue of Life.